# サムイル・マルシャーク
サムイル・ヤコヴレヴィチ・マルシャーク（Самуил Яковлевич Маршак、ラテン翻字の例：Samuil Yakovlevich Marshak、1887年11月3日/ユリウス暦10月22日 - 1964年6月4日）は、ロシアの作家、翻訳家、児童文学作家、詩人である。彼の翻訳したものとしては、ウィリアム・シェイクスピアのソネット、ウィリアム・ブレイクやロバート・バーンズ、そしてラドヤード・キプリングの詩が挙げられる。

## 幼年期から青年期
ヴォロネジ生まれ。父親は化学プラントの職工長であった。彼は家庭で優れた教育を受け、オストロゴジュスク（Острогожск：ヴォロネジ郊外にある）のギムナジウムに進んだ。サムイルはヴォロネジでの子供時代、すでに詩を書き始めていた。弟のミハイル・イリーン、妹のエレナ・イリーナも作家である。

1902年、マルシャークの家族はサンクトペテルブルクに移った。そのことには事情があった。ユダヤ人であるマルシャークはユダヤ教徒居住区の外に合法的に居住することが不可能であった。ゆえに彼は都市に住んでいる限り学校に通うことが出来なかった。マルシャークの両親は著名な批評家ウラディーミル・スターソフとの会見を手配した。スターソフはこの少年の文学的才能に感銘を受け、マルシャークの家族を隔離法（Pale law）の例外として認められるよう取り計らった。またスターソフはマルシャークをマクシム・ゴーリキーやフョードル・シャリアピンに紹介した。
1904年にサムイルは結核だと診断された。彼はサンクトペテルブルクの寒い気候に住み続けることができなかった。マクシム・ゴーリキーは、サムイルが黒海沿岸、ヤルタの保養地で家族と共に暮らせるよう手配した（1904 - 1907年）。

## 若き詩人、哲学者にして翻訳家
1904年、彼は作品"Jewish Life and Young Judea"を雑誌に掲載してデビューした。1907年に彼はサンクトペテルブルクに戻り、大衆紙"Satyricon"に多数の作品を発表した。
1912年、彼はイングランドに移り、ロンドン大学で哲学を学んだ。この大学で4年生だった年に、彼はウィリアム・ブレイク、ウィリアム・ワーズワースの翻訳をロシアで刊行した。第一次世界大戦の直前（1914年）に彼はロシアに帰って翻訳業に専念した。

## 児童向けの詩
1917年にマルシャークはユダヤ人難民の子供たちと共に働いた。これは彼にとって初めての経験だった。1917年の夏、彼と熱狂者たちは児童向けの劇場、図書館、工房などから成る"Children's town"を作り上げた。その劇場むけに彼は戯曲を書き、それらは後に"Plays for Children"として一冊にまとめられた。
彼の執筆するものは、児童向けの小説から児童向けの詩へと移行していった。1922年から彼は"Rauda"（虹）社で働き、同社から"Детки в клетке"（『檻の中の子供』）、"Пожар"（『火』、1923）、"Сказка о глупом мышонке"（『仔ネズミの話』）、"Синяя птица"（『青い鳥』）、"Цирк"（『サーカス』）、"Мороженое"（『アイス・クリーム』）、"Вчера и сегодня"（『昨日と今日』、1925）、"Багаж"（『かばん』、1926）、"Пудель"（『プードル』）、"Почта"（『ポスト』、1927）、とても有名になった"Вот такой рассеянный" （『何たるうっかり者』、1930）を刊行した。動物が登場する物は、1954年に岩波書店でまとめられ、「岩波の子どもの本」シリーズの「どうぶつのこどもたち」として刊行されている。訳者は石井桃子。

## 晩年
1937年、マルシャークはモスクワに移り、児童書と翻訳を行なった。第二次世界大戦の間、彼はナチスに対する複数の風刺文を発表した。戦後は"Разноцветная книга"（『色とりどりの本』、1948）、Круглый год（『一年中』、1948）、"Тихая сказка"（『静かな話』、1956）、など児童書の刊行を続けた。
晩年の彼はアフォリスティックな詩を書き、「叙情的な警句」と呼んだ。それらの詩はマルシャーク最後の本"Избранная Лирика"（抒情詩選集）として1963年に刊行された。彼はまた三つの戯曲も刊行している。『森は生きている』（1943）、"Afraid of troubles - cannot have luck"(1962) 、そして"Smart things"(1964) である。彼はジャンニ・ロダーリ、ウィリアム・ブレイク、エドワード・リア、ラドヤード・キプリングの詩を翻訳した。彼の翻訳物の多くはロシア文化に取り込まれた。そのため、マルシャークはそれらの詩の翻訳者ではなく共同執筆者だと呼ばれることもある。
サムイル・マルシャークは1964年6月4日に死去し、モスクワに埋葬された。